# George Ramsay, XII conte di Dalhousie
George Ramsay, XII conte di Dalhousie (26 aprile 1806 – 20 luglio 1880), è stato un nobile e ammiraglio scozzese.

## Biografia
Era il figlio di John Ramsay, quartogenito di George Ramsay, VIII conte di Dalhousie, e di sua moglie, Mary Delise, figlia di Philip Delise.

## Carriera
Nel 1820 entrò nella Royal Navy raggiungendo, nel 1875, il grado di ammiraglio. Fu comandante in capo del reggimento sudamericano (1866-1869). Nel 1874 successe al cugino alla contea.

## Matrimonio
Sposò, il 12 agosto 1845, Sarah Frances Robertson, figlia di William Robertson. Ebbero quattro figli:
- John Ramsay, XIII conte di Dalhousie (29 gennaio 1847-25 novembre 1887);
- Lord George Spottiswoode Ramsay (29 ottobre 1848-1873);
- Arthur Dalhousie Ramsay (6 luglio 1854-5 dicembre 1857);
- Lord Charles Maule Ramsay (29 gennaio 1859-7 aprile 1936), sposò Martha Estelle Garrison, non ebbero figli.

## Morte
Morì il 20 luglio 1880.